# Ithaque (département)
Pour les articles homonymes, voir Ithaque (homonymie).
1797–1802
Entités précédentes :
- République de Venise

Entités suivantes :
- République des Sept-Îles

L'Ithaque est un ancien département français de Grèce créé dans les îles Ioniennes dont la préfecture était Argostoli, dans l'île de Céphalonie.
Le département fut créé en 1797, lors de l'annexion des îles Ioniennes à la France.
Il était constitué:
- Des îles Ioniennes de Céphalonie, Leucade (Sainte-Maure), Ithaque, Calamo, Méganissi et Casto ;
- Des villes de Préveza et Vonitsa sur le continent

Le commissaire du gouvernement est Pierre-Pomponne-Amédée Pocholle .
En 1798, le département subit une offensive commune russo-turque. Le 12 octobre 1798, lors de la bataille de Nicopolis, Ali Pacha de Janina capture Prévéza. Simultanément, la flotte russe de l'amiral Fiodor Fiodorovitch Ouchakov capture Ithaque (25 octobre 1798), Céphalonie (9 novembre 1798) et Leucade (27 novembre 1798).
Perdus définitivement le 3 mars 1799 suivant la capitulation de la place de Corfou, les trois départements français de Grèce sont supprimés en 1802 à la suite de la reconnaissance par la France de la république des Sept-Îles dans le Traité de Paris du 9 octobre 1801. Ces îles seront de nouveau occupées par les Français entre 1807 et 1810.